# Попович Ігор Степанович
Ігор Степанович Попович (нар. 25 вересня 1976, с. Заболотівці, Жидачівський район, Львівська область) — український учений у галузі соціальної психології. Доктор психологічних наук (2018), професор (2019), член Асоціації політичних психологів України (2018), член-кореспондент Національної академії педагогічних наук України (2025).

## Наукова діяльність
- У 2008 році захистив кандидатську дисертацію з теми «Соціально-психологічні очікування в міжособистісній взаємодії у групах курсантів вищих навчальних закладів МВС України».[1]
- У 2008 році присуджено науковий ступінь кандидата психологічних наук зі спеціальності «Соціальна психологія; психологія соціальної роботи».
- У 2013 році присвоєно вчене звання доцента кафедри педагогіки та психології.
- У 2017 році захистив докторську дисертацію з теми «Психологія соціальних очікувань особистості»[2].
- У 2018 році присуджено науковий ступінь доктора психологічних наук зі спеціальності «Соціальна психологія; психологія соціальної роботи».
- У 2019 році присвоєно вчене звання професора кафедри загальної та соціальної психології.
- Автор психодіагностичних методик: «Експектометрія» (2008), «Експертна оцінка результатів діяльності та особливостей соціальної взаємодії» (2013) «Рівень соціальних очікувань» (2015), «Очікувана ситуація» (2015), «Реалізація очікувань» (2015).

## Наукова редакторська робота
- Головний редактор наукового журналу «Інсайт: психологічні виміри суспільства» («Insight: the psychological dimensions of society») (Scopus, категорія А) http://insight.journal.kspu.edu/index.php/insight/about
- Член редакційної колегії наукового журналу «Amazonia Investiga» (Web of Science, категорія А) https://amazoniainvestiga.info/index.php/amazonia/about/privacy
- Член редакційної колегії наукового вісника Херсонського державного університету. Серія «Психологічні науки» (категорія Б).[3]
- Член редакційної колегії наукового журналу «Fundamental And Applied Researches In Practice Of Leading Scientific Schools» (категорія Б)[4].

## Основні наукові праці
Автор понад 300 наукових і науково-методичних праць, з яких більше 150 (154 на 01.01.2025 року) проіндексовано в Scopus/Web of Science.

### Монографії
- Попович І. С. Психологічні виміри соціальних очікувань особистості : монографія / Ігор Попович. — Херсон: ПАТ «ХМД», 2017. — 504 с.[5]
- Попович І. С. Соціально-психологічні очікування в людських взаєминах: монографія / І. С. Попович. — Херсон: ВАТ «ХМД», 2009. — 240 с.[6]
- Попович І. С. Розвиток та становлення особистості у вимірах соціальних очікувань / І. С. Попович // Соціокультурні та психологічні вектори становлення особистості: колективна монографія / відпов. ред. О. Є. Блинова. — Херсон: Вид-во ФОП Вишемирський В. С., 2018. — С. 80–106.[7]
- Попович І. С. Соціальні очікування як чинник професійної культури особистості / І. С. Попович // Професійна культура: сутність, фахові особливості, розвиток: колективна монографія / кол. авт. ; відп. ред. Г. Є. Улунова. — Суми: СумДПУ імені А. С. Макаренка, 2016. — С. 21–36.[8]
- Попович І. С. Соціально-психологічні очікування як детермінанта психологічної культури особистості / І. С. Попович // Психологічна культура: види, інваріанти, розвиток: монографія / кол. авт., відп. ред. Г. Є. Улунова. — Суми: ВВП «Мрія», 2014. — С. 104—120.[9]
- Popovych, I. S. The research of the parameters, properties and types of social expectations of student youth / I. S. Popovych // Modern research of the representatives of psychological sciences: collective monograph / O. Ye. Blynova, Yu. O. Bystrova, I. M. Halian, O. M. Kikinezhdi, etc. — Lviv-Toruń: Liha-Pres, 2019. — P. 163—181. DOI https://doi.org/10.36059/978-966-397-118-6/163-181

### Навчально-методичніпосібники
- Попович І. С. Оптимізація розвитку соціально-психологічних очікувань у студентській групі: навч.-метод. посіб. / І. С. Попович. — Херсон: ВАТ «ХМД», 2013. — 204 с.[10]
- Попович І. С. Психологія соціальних очікувань особистості: методологія, теорія і практика: навч.-метод. посіб. / І. С. Попович. — Херсон: Олді-плюс, 2019. — 158 с.

## Відзнаки
Грамоти:
- Почесна грамота Херсонського міського голови. Наказ № 245-к від 16.04.2018 року.
- Почесна грамота Департаменту освіти, науки та молоді ХОДА. Наказ № 114-к від 28.10.2019 року.
- Грамота Національної академії педагогічних наук України, 2020 року.
- Подяка голови Херсонської обласної ради. Наказ № 103 від 12 травня 2021 року.

## Про Ігоря Поповича
- ХДУ http://www.kspu.edu/About/Faculty/IPHS/ChairGenSocialPsychology/123.aspx
- Google Академія https://scholar.google.com.ua/ citations?user=1AkbtVMAAAAJ&hl=ru
- Facebook https://www.facebook.com/profile.php?id=100024151059208
- LinkedIn https://www.linkedin.com/in/igor-popovych-6a8079130/
- https://www.wikiwand.com/uk/Попович
- https://www.scopus.com/authid/detail.uri?authorId=57208214862&amp;eid=2-s2.0-85069638342
- https://publons.com/researcher/F-3030-2019/
- Ю. А. Мицик. Поповичі // Енциклопедія історії України : у 10 т. — К.: Наукова думка, 2011. — Т. 8 : Па — Прик. — С. 427. — ISBN 978-966-00-1142-7.